# Bočni brod
Bočni brod je dio višebrodne crkve koji je određen za sudionike bogoslužnog obreda. Bočni brodovi su odijeljeni od glavnog broda redom stupova odnosno arkadama.

## Vanjske poveznice
- A diagram of the aisles in Saint-Benoît-sur-Loire
- Penn State College of Agricultural Sciences  Arhivirana inačica izvorne stranice od 17. svibnja 2004. (Wayback Machine)
- ADA Small Business Guide  Arhivirana inačica izvorne stranice od 15. kolovoza 2000. (Wayback Machine)
- „aisle”, Catholic Encyclopedia, 1907.
- „Aisle”, Language of the Food Industry: Glossary of Supermarket Terms. Food Marketing Institute.